# Katoen Natie
 (juin 2024).
La mise en forme du texte ne suit pas les recommandations de Wikipédia : il faut le « wikifier ».
Les points d'amélioration suivants sont les cas les plus fréquents. Le détail des points à revoir est peut-être précisé sur la page de discussion.
- Les titres sont pré-formatés par le logiciel. Ils ne sont ni en capitales, ni en gras.
- Le texte ne doit pas être écrit en capitales (les noms de famille non plus), ni en gras, ni en italique, ni en « petit »…
- Le gras n'est utilisé que pour surligner le titre de l'article dans l'introduction, une seule fois.
- L'italique est rarement utilisé : mots en langue étrangère, titres d'œuvres, noms de bateaux, etc.
- Les citations ne sont pas en italique mais en corps de texte normal. Elles sont entourées par des guillemets français : « et ».
- Les listes à puces sont à éviter, des paragraphes rédigés étant largement préférés. Les tableaux sont à réserver à la présentation de données structurées (résultats, etc.).
- Les appels de note de bas de page (petits chiffres en exposant, introduits par l'outil «  Source ») sont à placer entre la fin de phrase et le point final[comme ça].
- Les liens internes (vers d'autres articles de Wikipédia) sont à choisir avec parcimonie. Créez des liens vers des articles approfondissant le sujet. Les termes génériques sans rapport avec le sujet sont à éviter, ainsi que les répétitions de liens vers un même terme.
- Les liens externes sont à placer uniquement dans une section « Liens externes », à la fin de l'article. Ces liens sont à choisir avec parcimonie suivant les règles définies. Si un lien sert de source à l'article, son insertion dans le texte est à faire par les notes de bas de page.
- La présentation des références doit suivre les conventions bibliographiques. Il est recommandé d'utiliser les modèles {{Ouvrage}}, {{Chapitre}}, {{Article}}, {{Lien web}} et/ou {{Bibliographie}}. Le mode d'édition visuel peut mettre en forme automatiquement les références.
- Insérer une infobox (cadre d'informations à droite) n'est pas obligatoire pour parachever la mise en page.

Pour une aide détaillée, merci de consulter Aide:Wikification.
Si vous pensez que ces points ont été résolus, vous pouvez retirer ce bandeau et améliorer la mise en forme d'un autre article.
Katoen Natie est le nom d'une multinationale spécialisée dans la logistique située à Anvers et de la holding familiale du même nom Katoen Natie Group SA. de la famille Huts ayant son siège social à Luxembourg dont elle est une filiale. Katoen Natie compte plus de 13000 employés à travers le monde et est une des plus grandes entreprises de Belgique.

## Histoire
Katoen Natie a été fondée en 1854 en tant que coopérative dans le port d'Anvers et exerçait à l'origine les activités typiques d'un capitaine de port ou d'un maître de quai : la réception et la manutention des marchandises dans le port, en particulier du coton - d'où le "Katoen" (Coton) dans le nom - et d'autres matières premières telles que la fibre de jute, le café, le cacao, la laine, le caoutchouc et l'aluminium. Le terme "Natie" (nation) renvoie à la constitution traditionnelle d'un lien entre les dockers (qui chargent et déchargent les navires) et le transport à destination et en provenance de l'arrière-pays. Ce terme est utilisé par de nombreuses sociétés impliquées dans le chargement et le déchargement de marchandises en Flandre.
En 1981, Fernand Huts entre chez Katoen Natie, dont son père est associé. Katoen Natie est alors une entreprise comptant d'une centaine de personnes et disposant de plusieurs hangars pour le stockage de produits de coton à proximité du centre d'Anvers. Huts rachète progressivement les 19 anciens associés et parvient à transformer la PME en une multinationale. En raison de la croissance rapide de Katoen Natie, Huts rachète en 1986 Seaport Terminals, une entreprise de manutention dans le port. À partir des années 1980, le nombre de secteurs couverts par Katoen Natie s'élargit pour inclure les biens de consommation (par exemple textiles, électronique, articles de bricolage, ...) et les industries pétrochimiques, chimiques et automobiles.
En 2003, Katoen Natie rachète son plus grand concurrent au port d'Anvers : Werf-en Vlasnatie (fondée en 1891). En 2011, elle rachète le manutentionnaire ABES à Vijfde Havendok et en 2019, la société de transport Transport Joosen NV. En 2022, la société Mexico Natie est également entièrement rachetée.

## Activités
En 2018, l'entreprise comptait plus de 13 000 salariés à travers le monde, dont 3 000 occupés en Belgique. Katoen Natie compte sept secteurs opérationnels : la pétrochimie, les produits industriels et les automobiles, la chimie fine ou les composants spécialisés, l'ingénierie, opérations portuaires, les biens de consommation, et enfin les marchandises diverses et les matières premières. L'entreprise dispose de centres opérationnels en Europe, en Asie, en Afrique et en Amérique du Nord et en Amérique du Sud. Les bureaux anversois sont situés dans la rue Van Aerdt et abritent également la collection d'art Katoen Natie.
En mars 2015, Katoen Natie rachète l'entreprise belge de traitement de déchêts Indaver à la néerlandaise DELTA pour 416 millions d'euros. Le rachat est définitif le 19 juin 2015. Katoen Natie rachète ensuite l'entreprise de transport, de stockage et de services aux industries chimiques et automobiles, Langen en 2015, ce qui lui permet de renforcer significativement sa présence dans le port de Born (Pays-Bas) et sur le canal Juliana.
Afin de financer les investissements de Katoen Natie, notamment pour Katoen Natie Uruguay et Indaver, Fernand Huts a injecté 326 millions d'euros de son capital personnel dans la holding Katoen Natie Group en 2021. Le capital de la holding familiale s'élève ainsi à 1,34 milliard d'euros.

## Anecdote
En 2009 , des panneaux photovoltaïques d'une puissance de 40 GWh ont été installées sur les sites belges de Katoen Natie à Anvers, Kallo, Gand et Genk. Au total, des panneaux solaires ont été installés sur une superficie de 800 000 m², ce qui correspondait à l'époque à près de 25% de la production total d'électricité solaire en Flandre. Ce projet, réalisé pour un coût de 166 millions d'euros partiellement subventionné par les pouvoirs publics, est la plus grande installation en Belgique.